# کوشچیلنگکی شردنگه
کوشچیلنگکی شردنگه (به لهستانی:  Kościelniki Średnie) یک روستا در لهستان است که در گمینا لشنا واقع شده‌است.